# (20000) Varuna
Pour les articles homonymes, voir Varuna (homonymie).
(20000) Varuna, désignation provisoire 2000 WR106, est un objet transneptunien massif d'environ 700 kilomètres de diamètre et une planète naine potentielle de la ceinture de Kuiper. Il a été découvert en novembre 2000 par l'astronome américain Robert McMillan durant un relevé Spacewatch à l'observatoire de Kitt Peak. Il est nommé d'après la divinité hindoue Varuna, qui est l'une des plus vieilles divinités mentionnées dans les textes védiques.
La courbe de lumière de Varuna indique qu'il s'agit d'un ellipsoïde de Jacobi, ayant une forme allongée en raison de sa rotation rapide. La surface de Varuna est d'une couleur modérément rouge en raison de la présence de composés organiques complexes. De la glace d'eau est également présente sur sa surface, et on pense qu'elle a été confrontée par le passé à des collisions qui pourraient d'ailleurs être à l'origine de sa rotation rapide. Bien qu'aucun satellite naturel n'ait été trouvé ou directement imagé autour de Varuna, des analyses en 2019 des variations de sa courbe de lumière suggèrent la présence d'un possible satellite en orbite proche autour de l'astre.

## Historique

### Découverte

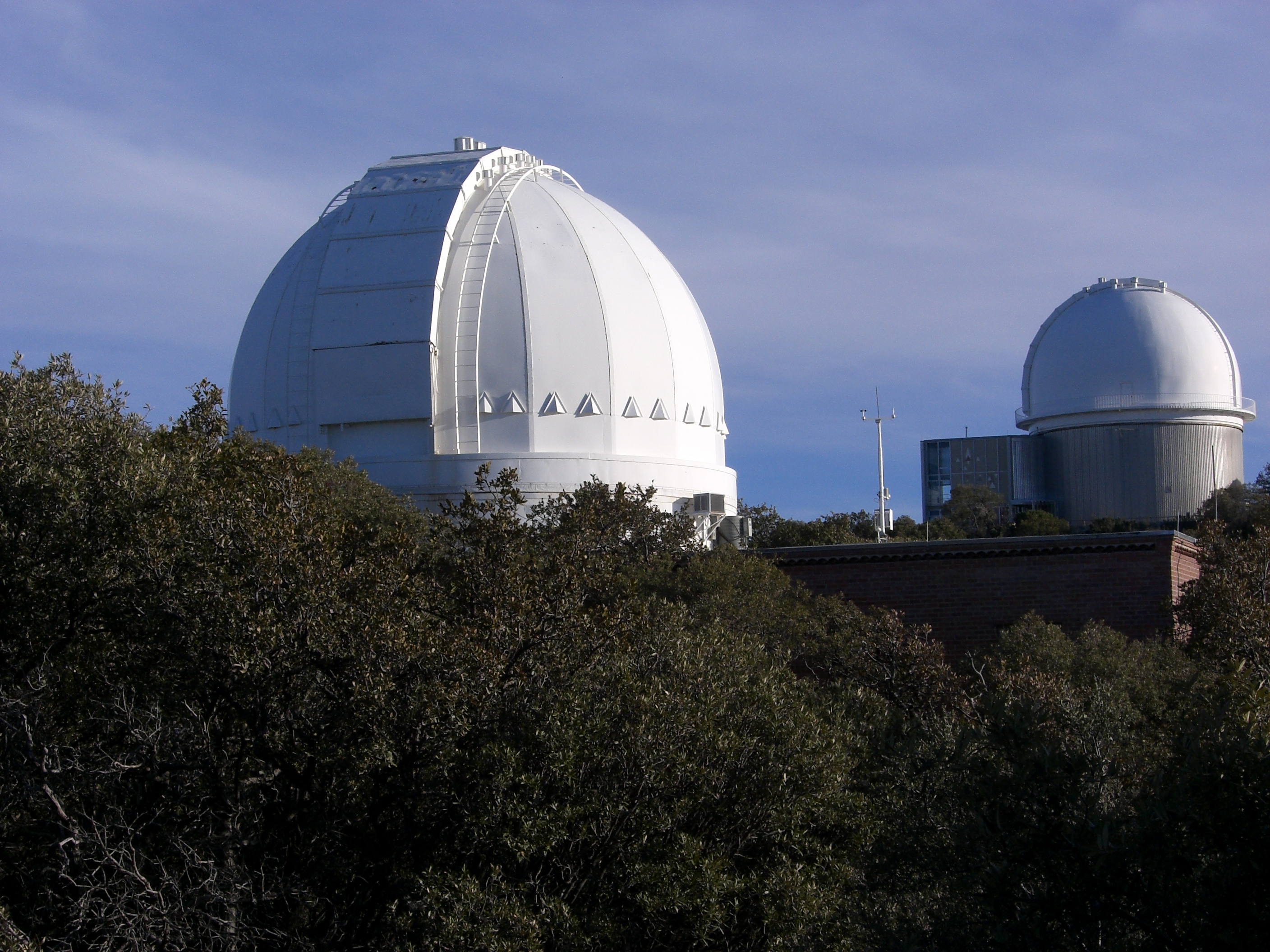
Varuna a été découvert avec le télescope Spacewatch de 0,9 m de l'observatoire de Kitt Peak.

Varuna est découvert par l'astronome américain Robert McMillan en utilisant le télescope Spacewatch de 0,9 mètre durant un relevé de routine le 28 novembre 2000. Ce relevé Spacewatch était conduit par McMillan à l'observatoire de Kitt Peak près de Tucson en Arizona, aux États-Unis. Au moment de sa découverte, Varuna était localisé au sein d'un champ d'étoiles modérément dense, situé au nord cependant non loin de l'équateur galactique. Bien que Varuna n'ait pas été détecté par le logiciel de système temps réel de McMillan, il réussit à identifier son lent mouvement parmi les étoiles situées en arrière-plan en comparant manuellement plusieurs balayages de la même région en utilisant la méthode du clignotement. Varuna fut réobservé les nuits suivantes par l'astronome Jeffrey Larsen, qui remplaçait McMillan dans le roulement des observateurs, afin de confirmer l'objet,. Les deux astronomes firent au total douze observations de Varuna, qui s'étalèrent sur trois nuits.
La découverte de Varuna a été formellement annoncée dans une circulaire électronique du Centre des planètes mineures le 1er décembre 2000. Il lui fut attribuée la désignation provisoire 2000 WR106 qui indique l'année de sa découverte, avec la lettre « W » spécifiant que sa découverte eut lieu dans la seconde moitié du mois de novembre. La lettre « R » et le nombre « 106 » en indice indiquent que Varuna est le 2667e objet observé dans la seconde moitié de novembre. Au moment de sa découverte, on pensait que Varuna était l'une des planètes mineures les plus massives et les plus lumineuses du Système solaire en raison de sa magnitude apparente relativement élevée de 20 pour un objet aussi éloigné, ce qui impliquait qu'il aurait fait environ un quart de la taille de Pluton et qu'il aurait été comparable en taille à la planète naine Cérès, ce qui était une première,,.
Après l'annonce de sa découverte, des images de prédécouverte de Varuna ont été trouvées par les astronomes allemands Andre Knofel et Reiner Stoss à l'observatoire Palomar,. Une image de prédécouverte en particulier, prise avec le télescope Big Schmidt en 1955, montrait que Varuna était localisé à trois degrés de sa position extrapolée d'après l'orbite circulaire approximative déterminée en décembre 2000. La plus vieille image de prédécouverte de Varuna a été prise le 24 novembre 1954. Ces images, combinées avec des observations supplémentaires depuis le Japon, Hawaii, et l'Arizona ont permis aux astronomes d'affiner son orbite et de déterminer la classification adéquate de Varuna,,.
En janvier 2001, le Centre des planètes mineures a attribué le numéro de planète mineure 20000 à Varuna, puisque son orbite était désormais bien déterminée grâce aux images de prédécouverte et grâce aux observations ultérieures,,. Le numéro « 20000 » a été particulièrement choisi afin de mettre en évidence la grande taille de Varuna, puisqu'il était en effet à cette date le plus grand objet classique de la ceinture de Kuiper connu, et parce qu'on pensait qu'il était aussi grand que Cérès. Le nombre 20000 a également été choisi afin de commémorer symboliquement le 200e anniversaire de la découverte de Cérès, qui eut lieu par coïncidence en janvier tout comme lorsque Varuna fut numéroté.

### Nom

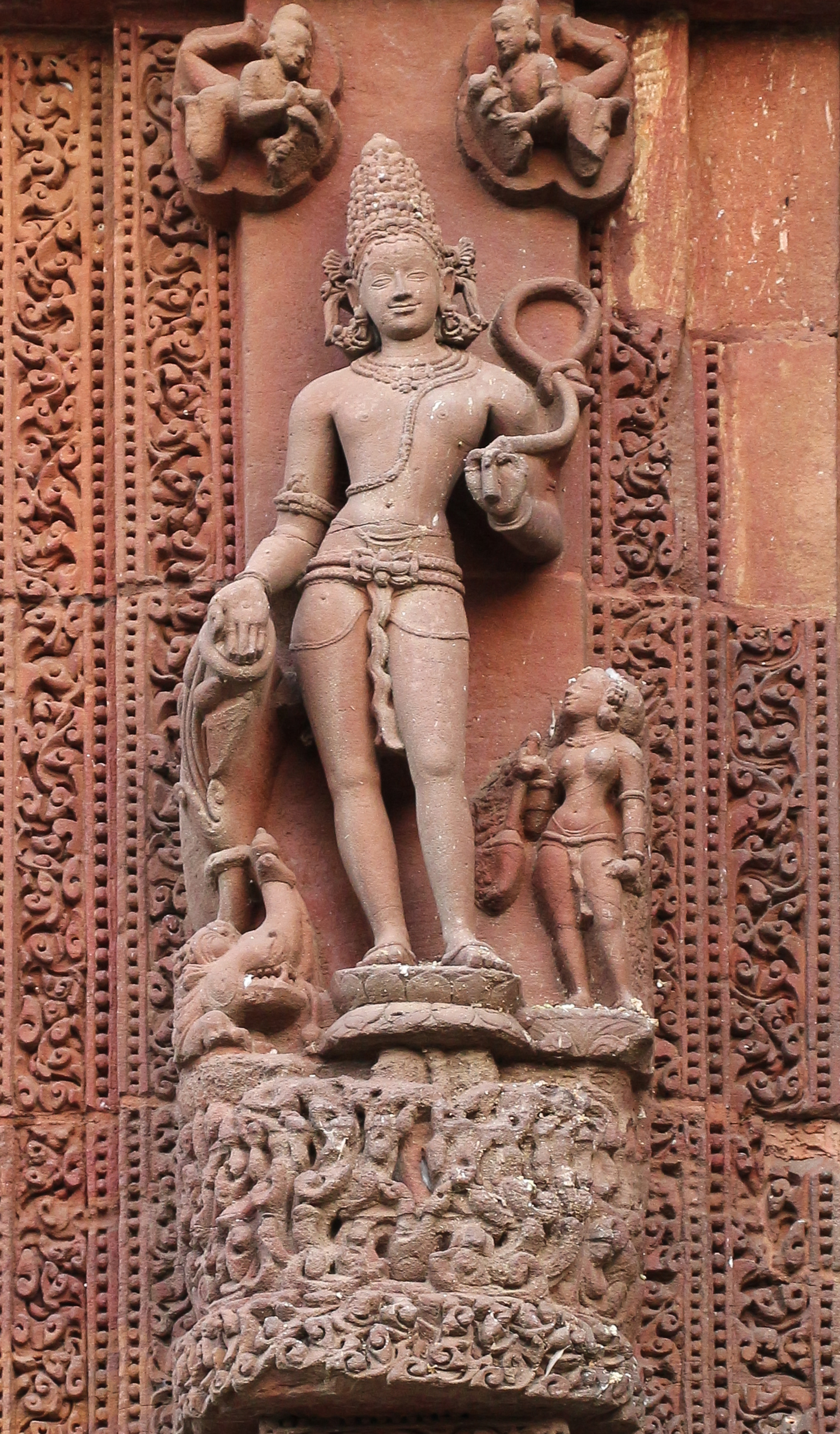
Statue du dieu Varuna du temple hindou du XI de Rajarani

Le nom de Varuna provient de la divinité hindoue Varuna, et suit la convention de nommage édictée par l'Union astronomique internationale (UAI) qui stipule que les objets de la ceinture de Kuiper qui ne sont pas en résonance majeure avec Neptune sont nommés d'après des divinités de la création. Son nom a été proposé par une chorégraphe indienne, Mrinalini Sarabhai, et a été approuvé par l'UAI en mars 2001. Varuna est l'une des divinités védiques les plus anciennes de la littérature hindi, puisqu'elle est mentionnée notamment dès les premiers hymnes du Rig-Véda,. Dans la littérature hindi, Varuna a créé et gouverné les eaux du paradis et de l'océan,, ce qui le rapproche en certains points de Poséidon/Neptune. Varuna est le roi des dieux, des hommes et de l'univers, et il possède un savoir illimité,.

## Rotation

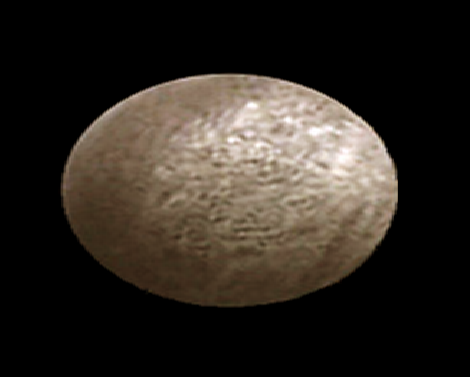
Représentation d'artiste de Varuna illustrant sa couleur rougeâtre et sa forme ellipsoïdale.

Varuna possède une période de rotation rapide d'environ 6,34 heures, dérivée à partir d'une interprétation comme un double pic de la courbe de lumière créée par la rotation de l'astre,. La rotation de Varuna a été mesurée pour la première fois en janvier 2001 par l'astronome Tony Farnham à l'observatoire McDonald en utilisant son télescope de 2,1 mètres, au sein d'une étude portant sur la rotation et la couleur des objets distants,. La photométrie CCD de la courbe de lumière de Varuna a révélé qu'il présentait de grandes variations de luminosité d'une amplitude d'environ 0,5 magnitudes et une période à un pic simple de 3,17 heures,,. La courbe de lumière rotationnelle mesurée de Varuna a fourni deux périodes de rotation ambigües de 3,17 et 6,34 heures, pour une interprétation à pic simple et à double pic, respectivement,. D'autres périodes de rotation possibles de 2,79 et de 3,66 heures, qui ne pouvaient alors être exclues, ont également été obtenues par Farnham,.
Une interprétation de la courbe de lumière de Varuna comme un pic simple (3,17 h) présumerait qu'il serait de forme sphérique et qu'il possèderait des formations d'albédo à sa surface qui seraient à l'origine de ses variations de luminosité. Cependant, cette interprétation impliquerait si elle est valide que Varuna devrait être plus dense que 1 g/cm3 (soit à peu près la densité de l'eau), étant donné que cette période de rotation est supérieure à la vitesse de rotation critique (en) d'environ 3,3 heures pour un corps avec une densité de 1 g/cm3 au-delà de laquelle il se désintégrerait. Une solution à double pic de la courbe de lumière de rotation de Varuna (6,34 h) supposerait que Varuna possède une forme ellipsoïdale allongée, avec un rapport de ses axes a/b de 1,5-1,6,. La courbe de lumière de rotation de Varuna a été ultérieurement étudiée par les astronomes David Jewitt et Scott Sheppard en février et avril 2001. Ils en ont conclu que l'interprétation à double pic de la courbe de lumière de Varuna est la solution la plus plausible, en raison de l'absence d'une variation de la couleur de Varuna dans le spectre visible durant sa rotation,.
L'examen des observations photométriques passées de la courbe de lumière de Varuna a montré que l'amplitude de sa courbe de lumière s'est accrue d'à peu près 0,13 magnitudes entre 2001 et 2019. Cet accroissement s'explique par les effets combinés de la forme ellipsoïdale de Varuna, de sa rotation, et de son angle de phase variable. Les modèles géométriques prenant en compte le changement de l'amplitude de Varuna ont fourni plusieurs solutions possibles de l'orientation de ses pôles de rotation, avec la meilleure solution qui adopte un axe de rotation ayant une ascension droite de 54° et une déclinaison de −65°,. La meilleure orientation polaire de Varuna implique qu'il est vu dans une configuration quasiment de côté, dans laquelle son équateur fait presque directement face à la Terre,.
La rotation rapide de Varuna semble avoir été provoquée par des collisions perturbatrices qui ont accéléré sa rotation durant la formation du système solaire. Le taux de collision actuel dans la région transneptunienne est très faible ; cependant, elles étaient plus fréquentes durant la formation du Système solaire. Jewitt et Sheppard ont cependant calculé que le taux de collisions perturbatrices parmi les grands objets transneptunions (OTNs) demeurait extrêmement bas même durant la formation du système solaire, ce qui est contradictoire avec l'abondance des OTNs binaires ou qui tournent rapidement sur eux-mêmes et dont on pense qu'ils sont précisément issus de telles collisions. Pour expliquer l'abondance de ces OTNs, le taux de collisions parmi les OTNs doit probablement s'être accru à la suite de la migration de Neptune vers l'extérieur du système solaire, qui a alors perturbé l'orbite des OTNs et a augmenté la fréquence des collisions qui ont entre autres conduit à la rotation rapide de Varuna.

## Caractéristiques physiques

### Aspect physique
| Année | Diamètre (km)                                        | Méthode                         | Réf    |
| ----- | ---------------------------------------------------- | ------------------------------- | ------ |
| 2000  | 900+129 −145                                         | thermique                       | [ 25 ] |
| 2002  | 1 060+180 −220                                       | thermique                       | [ 26 ] |
| 2002  | ~788                                                 | meilleur ajustement de l'albédo | [ 28 ] |
| 2005  | 936+238 −324                                         | thermique                       | [ 29 ] |
| 2005  | 600 ± 150                                            | thermique                       | [ 30 ] |
| 2005  | 586+129 −190                                         | thermique                       | [ 31 ] |
| 2007  | 502+64,0 −69,5 ou 412,3 ~ 718,2 ou ≤744,1            | thermique (Bande 1 de Spitzer)  | [ 32 ] |
| 2007  | >621+178,1 −139,1                                    | thermique (Bande 2 de Spitzer)  | [ 32 ] |
| 2010  | 1 003 ± 9 (uniquement taille minimale de l'axe long) | occultation                     | [ 33 ] |
| 2013  | 668+154 −86                                          | thermique                       | [ 7 ]  |
| 2013  | ~816                                                 | meilleur ajustement de l'albédo | [ 9 ]  |
| 2013  | ~686                                                 | occultation                     | [ 34 ] |
| 2014  | ~670 (minimale)                                      | occultation                     | [ 34 ] |
| 2019  | 654+154 −102                                         | thermique                       | [ 6 ]  |

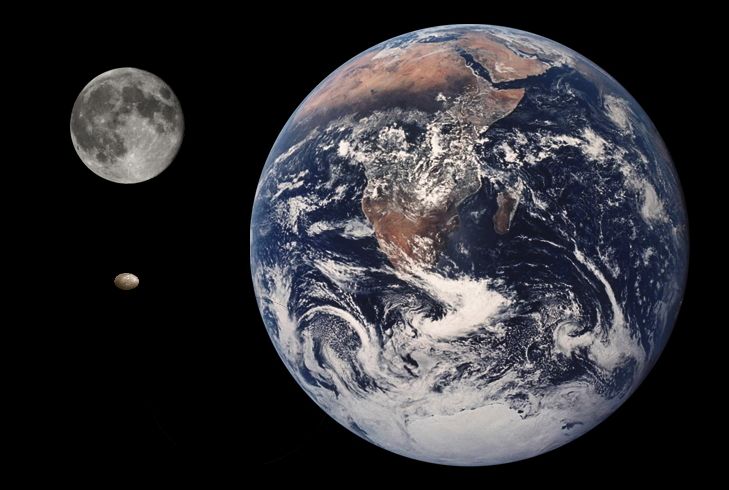
Varuna comparé à la Terre et à la Lune.

En raison de sa rotation rapide qui est peu commune pour un objet aussi grand, Varuna possède une forme ellipsoïde triaxiale. Elle est plus précisément décrite comme un ellipsoïde de Jacobi, avec un rapport de ses axes a/b d'environ 1,5-1,6 (c'est-à-dire que le grand axe le plus long de Varuna a est 1,5 à 1,6 fois plus grand que le grand axe b),. L'examen de la courbe de lumière de Varuna a permis de déterminer que le modèle qui correspond le mieux à sa forme est un ellipsoïde triaxial avec ses grands axes a, b, et c qui ont des rapports de l'ordre de b/a = 0,63-0.80, et de c/a = 0,45-0,52.
La forme ellipsoïdale de Varuna est à l'origine de multiples estimations de son diamètre, qui sont comprises entre 500 et 1 000 km. La plupart d'entre elles ont été déterminées en mesurant son rayonnement thermique. À la suite des mesures thermiques effectuées depuis l'espace, ces estimations ont pu être contraintes vers des valeurs plus petites car l'albédo de Varuna s'est avéré être plus élevé qu'initialement envisagé. L'observation des étoiles occultées par l'astre ont également fourni des estimations variables de sa taille. Une occultation en février 2010 a donné une longueur de corde de 1 003 km, dont on a déduit qu'elle coïncidait avec son axe le plus long. Des occultations ultérieures en 2013 et 2014 ont fourni des diamètres moyens de 686 km et de 670 km, respectivement.
Depuis la découverte de Varuna, Hauméa, qui est un autre objet à rotation rapide (3,9 h) qui fait plus de deux fois la taille de Varuna, a été découvert et il possède également une forme allongée, bien qu'elle soit un peu moins prononcée (avec des rapports estimés de b/a = 0,76-0,88, et de c/a = 0,50-0,55), possiblement grâce à une densité qui serait plus élevée (approximativement 1,757–1,965 g/cm3),.

### Possible planète naine
L'Union astronomique internationale n'a pas classé Varuna en tant que planète naine et n'a pas envisagé la possibilité d'accepter de nouvelles planètes naines de manière générale. L'astronome Gonzalo Tancredi considère Varuna comme une « candidate vraisemblable », partant du principe qu'elle possède une densité supérieure ou égale à celle de l'eau (1 g/cm3) nécessaire pour qu'elle puisse être en équilibre hydrostatique en tant qu'ellipsoïde de Jacobi,. Cependant, Tancredi n'a pas émis de recommandation explicite pour son acceptation en tant que planète naine. L'astronome américain Michael Brown considère Varuna comme une planète naine « hautement vraisemblable », la plaçant juste en dessous de la limite avec les objets « proche de la certitude ». En se basant sur le modèle d'ellipsoïde de Jacobi le mieux adapté à Varuna, Lacerda et Jewitt ont estimé que Varuna possède une densité faible de 0,992 g/cm3, légèrement inférieure au critère de densité minimale de Tancredi. Malgré cela, ils ont supposé que Varuna était en équilibre hydrostatique dans leur modèle. L'astronome William Grundy et ses collègues ont proposé que les objets transneptuniens sombres, de faible densité, qui sont d'une taille comprise entre 400 et 1 000 km sont vraisemblablement des objets intermédiaires partiellement différenciés avec une composition interne poreuse et rocheuse. Alors que l'intérieur des OTNs de taille moyenne comme Varuna se sont probablement comprimés sous l'effet de leur propre gravité, leur surface ne se serait pas comprimée, si bien que Varuna pourrait ne pas être en équilibre hydrostatique.

### Mesures thermiques
Les observations du rayonnement thermique de Varuna réalisées depuis le sol de 2000 à 2005 ont donné des estimations de grands diamètres allant de 900 à 1 060 km, ce qui est comparable à la taille de Cérès. Contrairement aux estimations faites depuis le sol, les observations thermiques réalisées depuis l'espace grâce au télescope spatial Spitzer ont fourni une gamme de valeurs réduites et plus petites, comprises entre 450 et 750 km,. Cette différence entre les estimations des observations basées au sol et les estimations des observations depuis l'espace sont en fait dues à la limitation des longueurs d'onde observables depuis le sol en raison de l'absorption causée par l'atmosphère terrestre. Les objets transneptuniens distants comme Varuna émettent un rayonnement thermique intrinsèque à de plus grandes longueurs d'onde en raison de leurs faibles températures Cependant, à de telles longueurs d'onde, le rayonnement thermique ne peut passer à travers l'atmosphère terrestre et les observations depuis le sol ne peuvent mesurer que de faibles émissions thermiques en provenance de Varuna dans les domaines du proche infrarouge et du submillimétrique, détériorant la précision des mesures thermiques,.
Observer depuis l'espace permet de s'affranchir de l'absorption créée par l'atmosphère terrestre, et il est ainsi possible de réaliser de meilleurs mesures thermiques, sur une plus grande gamme de longueurs d'onde,. Les premières mesures réalisées par Spitzer en 2005 ont fourni une meilleure contrainte de l'albédo de Varuna, qui est ainsi compris entre 0,12 et 0,3, correspondant à une contrainte de diamètre inférieure, de  400–750 km,. Les mesures ultérieures de Spitzer à de multiples gammes de longueurs d'onde (bandes) en 2007 ont produit des estimations de diamètre moyen d'environ ~502 km et de ~621 km selon l'utilisation des données issues des mesures avec une seule bande ou avec deux bandes, respectivement. La réalisation de nouvelles observations thermiques multi-bandes par le télescope spatial Herschel en 2013 ont produit un diamètre moyen de 668+154
 −86 km, cohérent avec les contraintes précédentes sur le diamètre de Varuna.

### Occultations
Les premières tentatives d'observations d'occultations d'étoiles par Varuna en 2005 et en 2008 n'ont pas réussi en raison de l'incertitude liée au mouvement propre de Varuna ainsi qu'à de mauvaises conditions d'observation,. Puis en 2010, une occultation fut observée avec succès par une équipe d'astronomes dirigée par Bruno Sicardy durant la nuit du 19 février, depuis plusieurs régions d'Afrique australe et du nord-est du Brésil. Bien que les observations depuis l'Afrique du Sud et la Namibie n'ont pas donné de résultats positifs, les observations depuis le Brésil, en particulier à São Luís dans le Maranhão, ont détecté avec succès une occultation par Varuna, d'une durée de 52,5 secondes, d'une étoile de magnitude 11,1. L'occultation a permis de déterminer une longueur de corde de 1 003 ± 9 km, relativement importante comparée aux diamètres moyens estimés par les mesures thermiques. Parce que l'occultation s'est produite près du maximum de luminosité de Varuna, cela signifie qu'elle couvrait la surface apparente maximale pour une forme ellipsoïdale ; autrement dit, l'axe le plus long de Varuna a été observé durant l'occultation. São Luís était également localisée, sur le trajet de l'ombre de Varuna, près de son axe central, ce qui signifie que la longueur de la corde était proche de la longueur maximale mesurable durant l'événement, contraignant étroitement son diamètre équatorial maximal.
Les résultats du même événement observé depuis Camalaú, dans le Paraïba, située approximativement à 450 km au sud (et qui était prédite se situer à l'extrémité sud du trajet de l'ombre), a montré une occultation de 28 secondes, ce qui correspond à une corde d'approximativement 535 km, bien plus longue que ce qui était attendu. Cependant l'observation à Quixadá, à 255 km au sud de São Luís — entre cette dernière et Camalaú — a paradoxalement montré un résultat négatif. Afin de prendre en compte les résultats négatifs de Quixadá, l'aplatissement apparemment de Varuna a été imposé à une valeur minimale autour de 0,56 (soit un rapport des axes c/a ≤ 0,44) ce qui correspond à une taille polaire minimale de 441,3 km, basée sur la longueur de corde donnée de 1 003 ± 9 km. La limite inférieure de la taille polaire de Varuna qui en résulte est approximativement égale à la limite inférieure de Lacerda et de Jewitt du rapport des axes c/a de 0,45, qu'ils avaient précédemment calculé en 2007. Un exposé donné durant une conférence organisée avant que les résultats de Camalaú ne soient totalement analysés en a conclu que « les résultats de São Luís et de Quixadá suggér[aient] qu'une forme significativement allongée est requise pour Varuna ».
Des occultations ultérieures en 2013 et en 2014 ont donné des diamètres moyens 686 km et de 670 km respectivement. Le diamètre moyen de 678 km, calculé à partir des deux longueurs de corde issues de ces occultations apparaît être cohérent avec les mesures thermiques combinées de Spitzer et de Herschel de 668 km. Alors que l'aplatissement apparent de Varuna n'a pu être déterminé à partir de la seule corde obtenue durant l'occultation de 2014, celle de 2013 en a donné deux, ce qui permet de calculer un aplatissement apparent d'environ 0,29,. L'aplatissement imposé pour la longueur de corde de 2013 de 686 km comme diamètre de Varuna correspond à une taille polaire de 487 km environ, ce qui est quelque peu cohérent avec la taille polaire minimale donnée en 2010 de 441,3 km.

### Spectre et surface

Comparaison de la taille, de l'albédo, et de la couleur de plusieurs des principaux objets transneptuniens connus. Les arcs gris représentent les incertitudes sur leur taille.

Le spectre de Varuna a été analysé pour la première fois au début de l'année 2001 avec la Near Infrared Camera Spectrometer (NICS) du Telescopio Nazionale Galileo en Espagne. Ces observations spectroscopiques dans les longueurs d'onde du proche infrarouge ont ainsi révélé que la surface de l'astre est modérément rouge et montre un gradient spectral rouge dans les longueurs d'onde comprises entre 0,9 et 1,8 μm. Le spectre de Varuna montre également de fortes raies d'absorption à des longueurs d'onde de 1,5 et 2 μm, ce qui indique la présence de glace d'eau à sa surface,.
La couleur rouge de Varuna est issue de la photolyse des composés organiques présents à sa surface par le rayonnement solaire et les rayons cosmiques. Par exemple, l'action des rayonnements sur le méthane produit des tholins, qui sont connus pour réduire la réflectivité de sa surface (l'albédo). On s'attend par ailleurs à ce que son spectre soit dépourvu de caractéristiques. Comparé à (38628) Huya, qui a été également observé en 2001, Varuna apparaît moins rouge et montre des raies d'absorption de la glace d'eau, suggérant que la surface de Varuna est relativement préservée et a conservé une partie de son matériau originel à sa surface. La préservation apparente de la surface de Varuna pourrait être issue de collisions qui ont remonté de la glace d'eau fraîche, qui était auparavant située sous la couche de tholins, vers la surface.
Une autre étude du spectre de Varuna dans le proche infrarouge en 2008 a produit un spectre sans caractéristiques mais avec un gradient spectral bleu contrairement aux résultats produits en 2001,. Le spectre obtenu en 2008 n'a fourni aucune indication claire de la présence de glace d'eau, ce qui est également contradictoire avec les résultats de 2001. La différence entre ces deux résultats a été interprétée comme un changement de la surface de Varuna, bien que cette possibilité a par la suite été écartée par une étude du spectre de Varuna publiée en 2014. Les résultats de 2014 correspondent en effet étroitement aux résultats obtenus en 2001, ce qui signifie que le spectre sans caractéristiques obtenu en 2008 est probablement erroné.
Les modèles explicatifs du spectre de Varuna suggèrent que sa surface est très probablement formée d'un mélange de silicates amorphes (25 %), de composés organiques complexes (35 %), de carbone amorphe (15 %) et de glace d'eau (25 %), avec une possibilité de glace de méthane présente jusqu'à 10 %. Le méthane, volatil, pourrait avoir été apporté après la formation de Varuna étant donné que sa masse n'est pas suffisante pour retenir les composés volatils à sa surface. Un événement survenu durant son histoire, tel qu'un impact de haute énergie, expliquerait probablement la présence de méthane à sa surface. Des observations supplémentaires du spectre de Varuna dans le proche infrarouge ont été conduites par le NASA Infrared Telescope Facility en 2017 et ont identifié des raies d'absorption entre 2,2 et 2,5 μm qui pourraient être associées à la présence d'éthane et d'éthylène, selon les premières analyses. Pour des objets de taille intermédiaire tels que Varuna, des composés volatils comme l'éthane et l'éthylène sont plus susceptibles d'être conservés que les éléments volatils plus légers que le méthane selon les théories de la rétention des volatils formulées par les astronomes Schaller et Brown en 2007,

### Luminosité

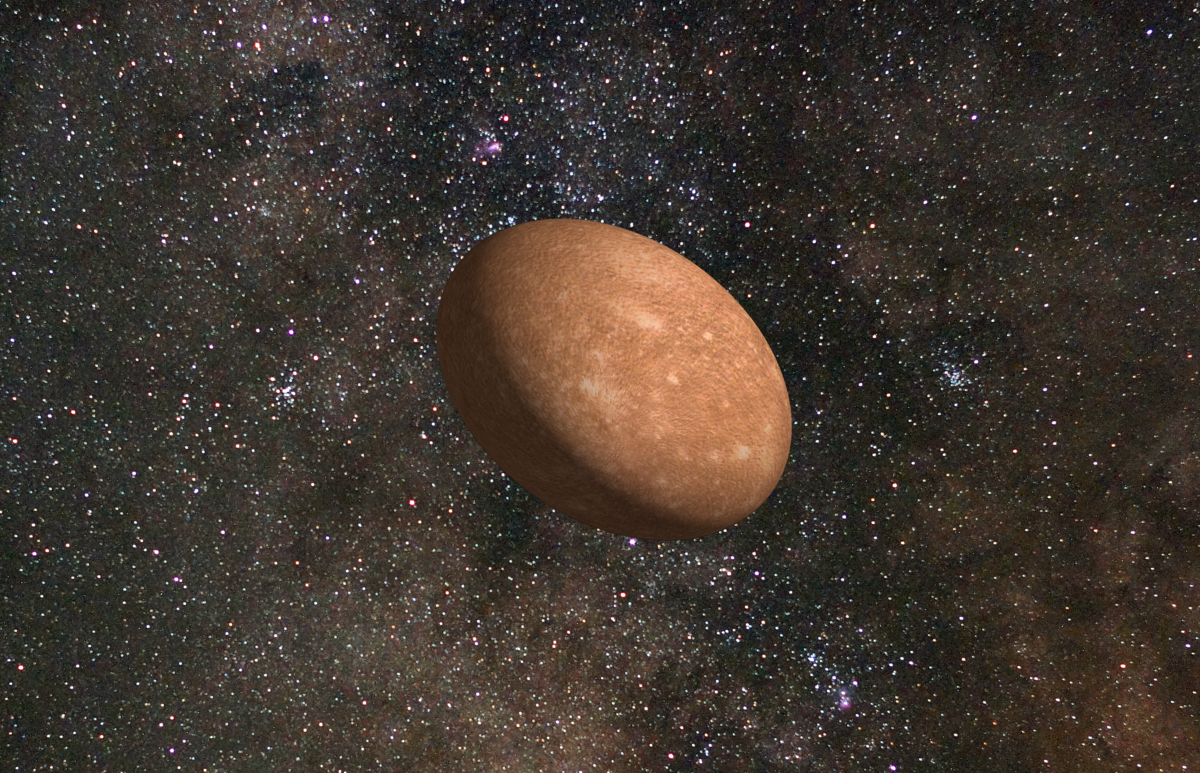
Vue d'artiste de Varuna, incorporant une partie de ce qu'on lui connaît grâce aux analyses spectrales, dont sa forme et sa coloration.

La magnitude apparente de Varuna varie ente 20 et 20,3. Les mesures thermiques combinées des télescopes spatiaux Spitzer et Herschel en 2013 lui ont établi une magnitude absolue visuelle (HV) de 3,76, comparable à Ixion (HV = 3,83) qui est un objet de la ceinture de Kuiper de taille similaire. Varuna est l'un des vingt objets transneptuniens les plus lumineux connus d'après le Centre des planètes mineures, qui lui attribue une magnitude absolue de 3,6,.
La surface de Varuna est sombre, avec un albédo géométrique de 0,127 qui a été mesuré à partir des observations thermiques de 2013. Il est similaire à celui de la possible planète naine Quaoar, qui possède un albédo géométrique de 0,109,. À l'origine, on pensait que Varuna possédait un albédo bien plus faible. Les observations de son émission thermique depuis le sol entre 2000 et 2005 avaient en effet fourni des estimations d'albédo comprises entre 0,04 et 0,07, ce qui environ huit fois plus sombre que l'albédo de Pluton. Les mesures thermiques ultérieures de Varuna par les télescopes spatiaux ont cependant réfuté ces premières mesures de l'albédo. Ainsi, Spitzer a mesuré un albédo géométrique plus élevé de 0,116, alors que les mesures ultérieures combinées de Spitzer et de Herschel en 2013 ont permis d'estimer un albédo géométrique de 0,127.
Des observations photométriques ont été conduites en 2004 et en 2005 afin d'observer des changements dans la courbe de lumière de Varuna qui seraient dus à des effets d'opposition, qui se produisent quand son angle de phase approche 0° lors de l'opposition. Celles-ci ont montré que l'amplitude de la courbe de lumière de Varuna a décru de 0,2 magnitude à l'opposition par rapport à son amplitude moyenne de 0,42 magnitude. Ils ont également montré un accroissement dans l'asymétrie de la courbe de lumière de Varuna près de l'opposition, ce qui indique des variations de ses propriétés de diffusion à sa surface. L'effet d'opposition de Varuna diffère de celui qui existe parmi les astéroïdes sombres, qui devient progressivement de plus en plus prononcé près de leur opposition, ce qui contraste avec celui de Varuna qui est étroit et où l'amplitude de sa courbe de lumière change rapidement au sein d'un angle de phase de 0,5°. Les effets d'opposition des autres corps du système solaire avec des albédos modérés se comportent d'une manière similaire à celui de Varuna, ce qui suggérait déjà d'une manière indirecte que Varuna pouvait avoir un albédo plus élevé que celui proposé par les estimations existantes au milieu des années 2000.

### Structure interne
Varuna possède une masse volumique apparente estimée de 0,992 g/cm3, ce qui est à peine inférieur à celle de l'eau (1 g/cm3). Sa faible masse volumique est probablement due à sa structure interne poreuse composée d'un mélange presque équivalent de glace d'eau et de roches. Afin d'expliquer sa structure interne poreuse et sa composition, Lacerda et Jewitt ont suggéré que Varuna pourrait avoir une structure interne granulaire. On pense qu'elle résulterait des fractures créées par des collisions passées, probablement à l'origine de sa vitesse de rotation rapide. D'autres objets, comme les lunes de Saturne Téthys et Japet sont également connus pour posséder une densité basse combinée à une structure interne poreuse et de composition dominée par la glace d'eau et les roches. William Grundy et ses collaborateurs ont proposé que les objets transneptuniens sombres, de faible densité, qui ont une taille à peu près comprise entre 400 et 1 000 km marquent la transition entre les petits corps poreux (et donc de faible densité) et les corps planétaires plus grands, plus brillants, et géologiquement différenciés (comme les planètes naines). Ainsi la structure interne des OTNs de faible densité comme Varuna s'est seulement partiellement différenciée, car ses régions internes rocheuses n'ont pas atteint une température suffisante pour enclencher une fusion partielle et se comprimer sur elles-mêmes, de telle sorte que leur porosité se réduirait. Ainsi, la plupart des OTNs de taille intermédiaire sont restés poreux à l'intérieur, ce qui explique leur faible densité. Dans ce cas, Varuna pourrait ne pas être en équilibre hydrostatique.

## Orbite et classification
Varuna orbite autour du Soleil à une distance moyenne 42,8 unités astronomiques (6 402 794 400 km), et il lui faut 280 années terrestres pour compléter une orbite. Cette dernière, avec une excentricité de 0,054, est quasi circulaire. La distance de Varuna par rapport au Soleil varie tout de même quelque peu, et elle est ainsi comprise entre 40,5 UA au périhélie (distance la plus proche) et 45,1 UA à l'aphélie (distance la plus lointaine). Son orbite est inclinée de 17 degrés par rapport à l'écliptique, ce qui est similaire à l'inclinaison orbitale de Pluton. L'astre est passé au périhélie en 1928 et s'éloigne actuellement du Soleil, s'approchant de son aphélie qu'il atteindra en 2071,.
Avec son orbite quasi circulaire comprise entre 40 et 50 UA, Varuna est classé comme un objet classique de la ceinture de Kuiper (ou cubewano). Son demi-grand axe de 42,8 UA est similaire à celui d'autres grands cubewanos comme Quaoar (avec a = 43,7 UA) et Makémaké (a = 45,6 UA), bien que d'autres de ses paramètres orbitaux comme l'inclinaison diffèrent largement. Varuna fait partie de la classe « dynamiquement chaude » (« dynamically hot ») des objets classiques de la ceinture de Kuiper, ce qui signifie qu'il possède une inclinaison orbitale de plus de 4°, soit au-delà de l'inclinaison maximale imposée pour les membres « dynamiquement froids » des cubewanos. En tant que cubewano, Varuna n'est pas en résonance orbitale avec Neptune et elle est également libre de toute perturbation importante de la planète géante,. La distance minimale possible (DMIO) de Varuna par rapport à Neptune est de 12,04 UA.

## Possible satellite
Les observations photométriques de la courbe de lumière de Varuna, conduites par Valenzuela et ses collègues en 2019, indiquent qu'un possible satellite pourrait être en orbite autour de Varuna à une faible distance. En utilisant la méthode de l'analyse de Fourier qui permet de combiner quatre courbes de lumières différentes qu'ils ont obtenues en 2019, ils en ont dérivé une courbe d'amplitude totale de qualité inférieure mais avec une quantité plus importante de résidus. Leurs résultats indiquent que la courbe de lumière de Varuna subit un changement subtil au cours du temps. Ils en ont tracé les résidus dans un périodogramme de Lomb (en) et en ont dérivé une période orbitale de 11,981 9 heures pour le possible satellite, dont la luminosité varie de 0,04 magnitudes lors de son orbite. En supposant que la densité de Varuna est de 1,1 g/cm3 et que son satellite est en rotation synchrone, l'équipe estime qu'il orbiterait à une distance de 1 300–2 000 km, soit juste au-delà de la limite de Roche de Varuna (qui est d'environ 1 000 km). En raison de cette grande proximité, il n'est pas encore possible de distinguer le satellite avec les télescopes spatiaux comme le télescope spatial Hubble, étant donné que la distance angulaire entre Varuna et sa lune est plus petite que la résolution actuelle des télescopes spatiaux. Bien que des observations directes ne sont donc pas encore possibles, l'équateur de Varuna est vu directement de côté, ce qui implique que des événements d'éclipses mutuelles entre Varuna et son satellite pourraient se produire dans le futur.

## Exploration
La planétologue Amanda Zangari a calculé qu'une mission de survol à destination de Varuna nécessiterait un peu plus de 12 ans pour arriver à destination en utilisant l'assistance gravitationnelle de Jupiter, avec une date de lancement en 2035 ou en 2038. Des trajectoires alternatives, utilisant l'assistance gravtitationnelle de Jupiter, de Saturne ou d'Uranus ont également été étudiées. Une trajectoire utilisant l'assistance gravitationnelle de Jupiter et d'Uranus pourrait prendre un peu plus de 13 ans, avec une date de lancement en 2034 ou en 2037, alors qu'une trajectoire qui utiliserait l'assistance gravitationnelle de Saturne et d'Uranus prendrait moins de 18 ans, mais elle partirait plus tôt, soit en 2025 soit en 2029. Varuna serait situé à approximativement 45 UA du Soleil quand la sonde arrive avant 2050, quelle que soit la trajectoire utilisée.